# نادي الجماهير
نادي الجماهير الرياضي هو فريق كرة قدم عراقي مقره في كربلاء، تأسس في عام 1973. يلعب في الدوري العراقي الدرجة الثالثة ومن ابرز إنجازات نادي الجماهير هي المشاركة في الدوري العراقي مرة واحدة.

## روابط خارجية
نادي الجماهير على Goalzz.com